# Schloss Martinskirchen

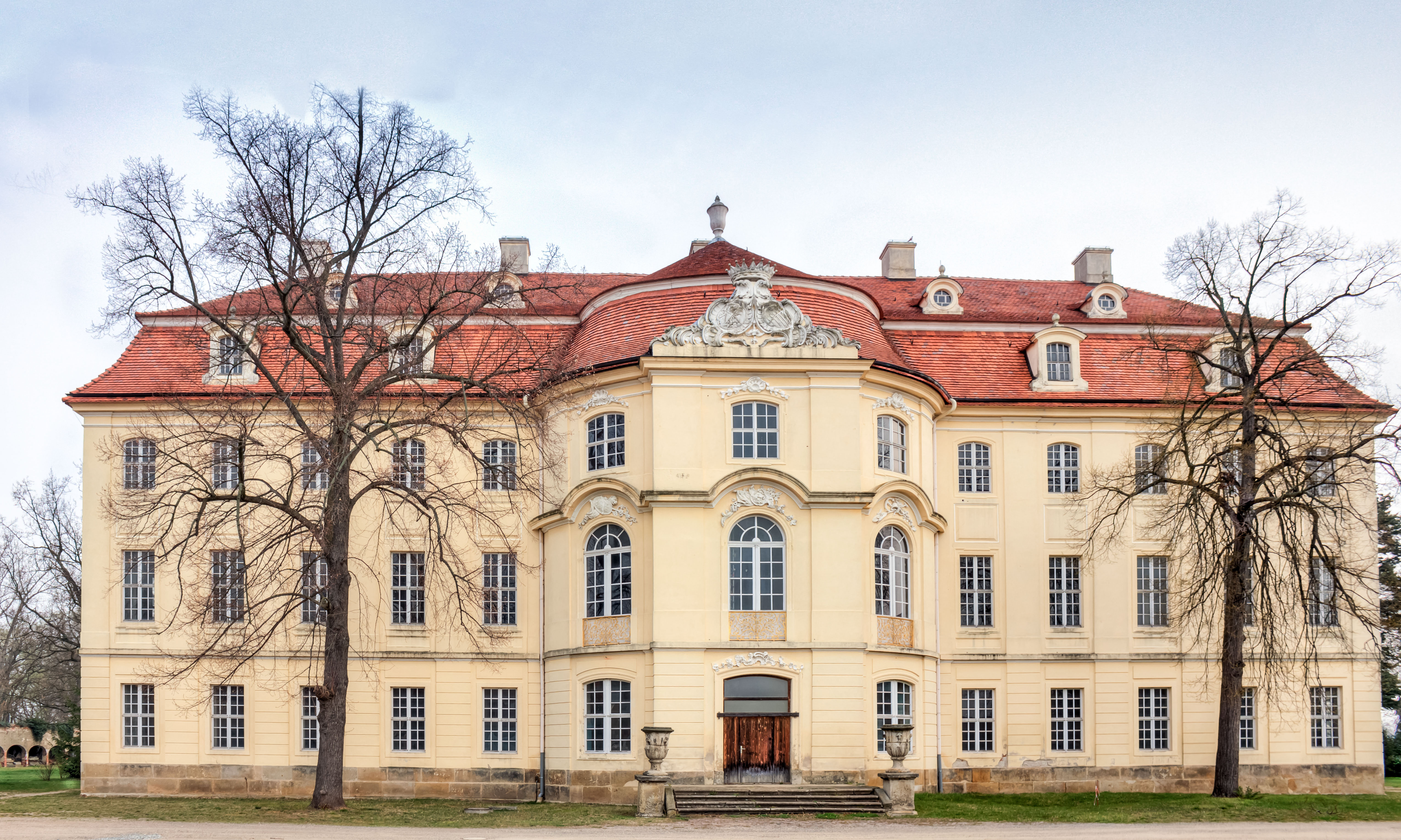
Schloss Martinskirchen mit 1991–97 sanierter Fassade

Schloss Martinskirchen ist eine Schlossanlage im Ortsteil Martinskirchen der südbrandenburgischen Kleinstadt Mühlberg/Elbe im Landkreis Elbe-Elster.
Es entstand in den Jahren von 1751 bis 1756 durch den Grafen Friedrich Wilhelm von Brühl (1699–1760), der die Herrschaft Martinskirchen einige Jahre zuvor mit Hilfe seines Bruders, dem kursächsischen Premierminister Heinrich von Brühl (1700–1763), erworben hatte. Das barocke und in der Fassade bereits vom französischen Klassizismus beeinflusste Bauwerk gilt als ein frühes Hauptwerk von Friedrich August Krubsacius (1718–1789), einem Schüler Johann Christoph Knöffels (1686–1752), und befindet sich heute unter Denkmalschutz.

## Geschichte

### Herrschaft Martinskirchen
Im Laufe der Jahrhunderte war das Dorf im Besitz verschiedener Adelsfamilien, die in Martinskirchen zum Teil auf unterschiedlichen Rittergütern zur selben Zeit saßen. Genannt werden hier die von Monch, teilweise auch von Mönch, von Munch oder Mönnich genannt, die das sogenannte adlige Rittergut besaßen und in Martinskirche von 1346 bis 1593 ansässig waren. Weitere hier ansässige Adelsgeschlechter waren die von Körbitz, von Seydewitz, von Lüttichau, von Hartitzsch, von Wengen und von Wehlen.
Das in Mühlberg ansässige Kloster Marienstern besaß in Martinskirchen ein Klostergut. Nach der im Jahre 1539 erfolgenden Säkularisation des Klosters ging dessen gesamtes Stiftsgebiet im Jahre 1570 im Amt Mühlberg auf. Im Jahre 1687 soll dann durch die Vereinigung von fünf Martinskirchener Gütern das Rittergut um das noch heute bestehende Schloss entstanden sein.

### Die Errichtung des Schlosses und seine Entwicklung unter den Brühls und Stephanns

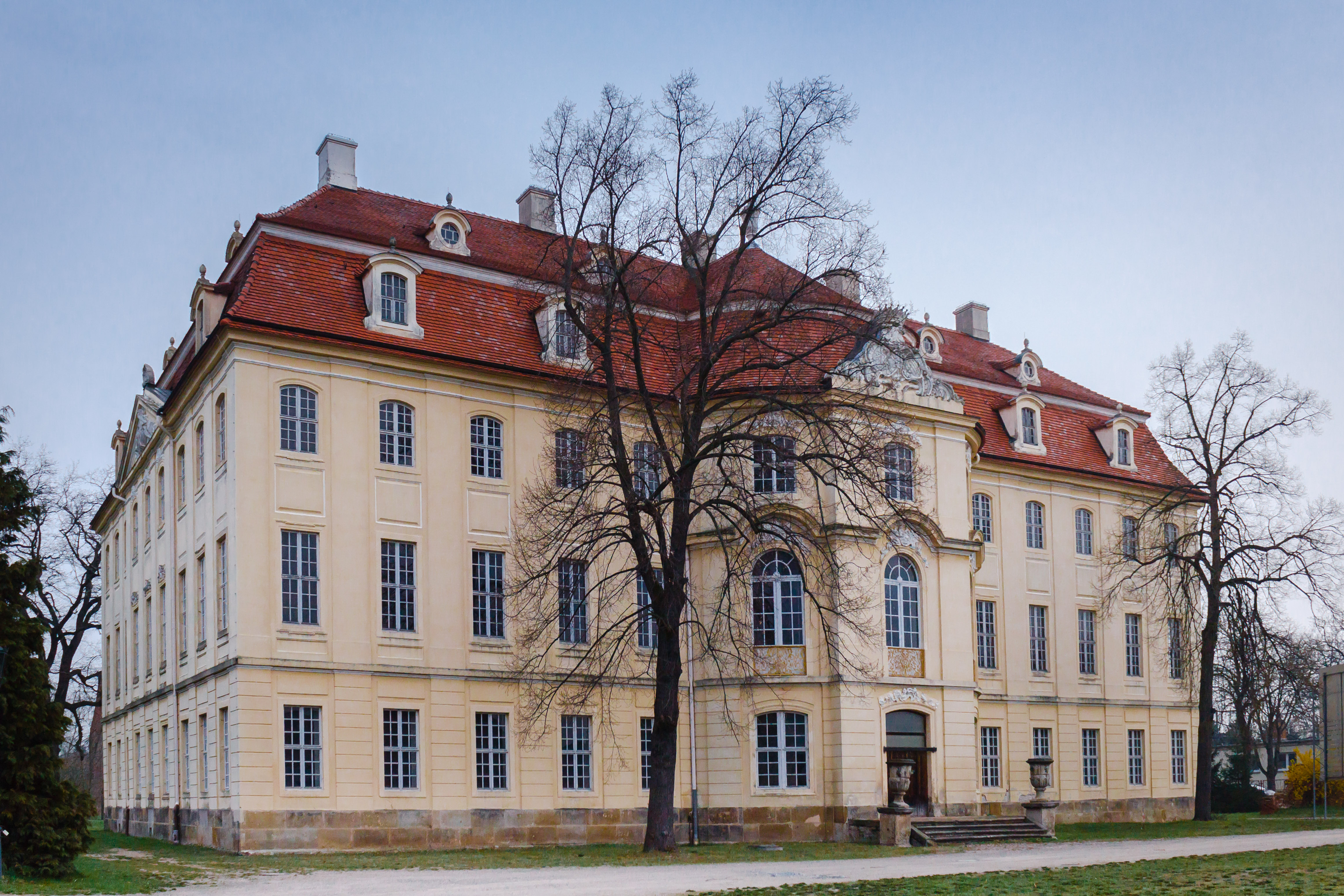
Schloss Martinskirchen südwestliche Ansicht (2014)
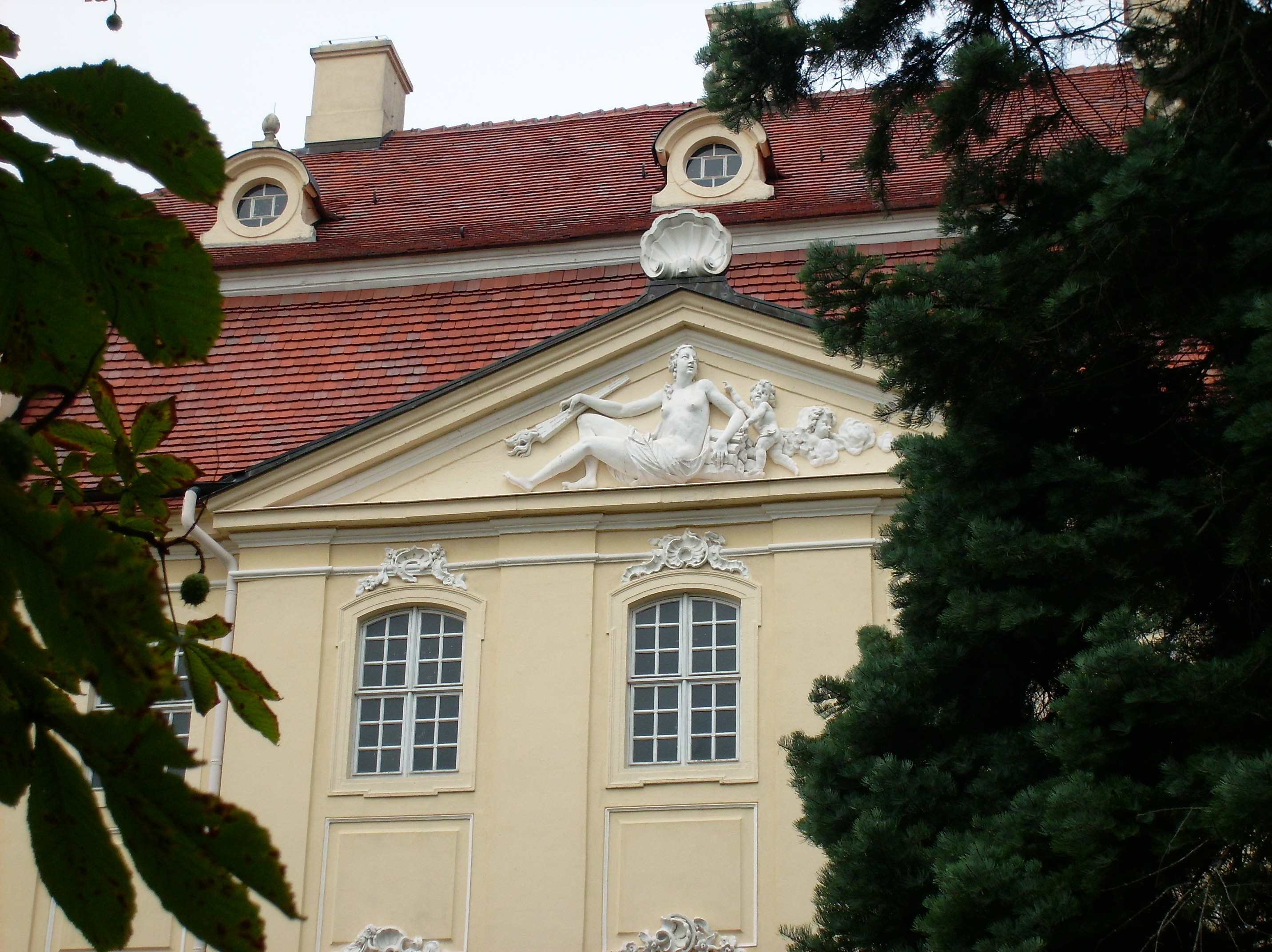
Mittelrisalit (2014)
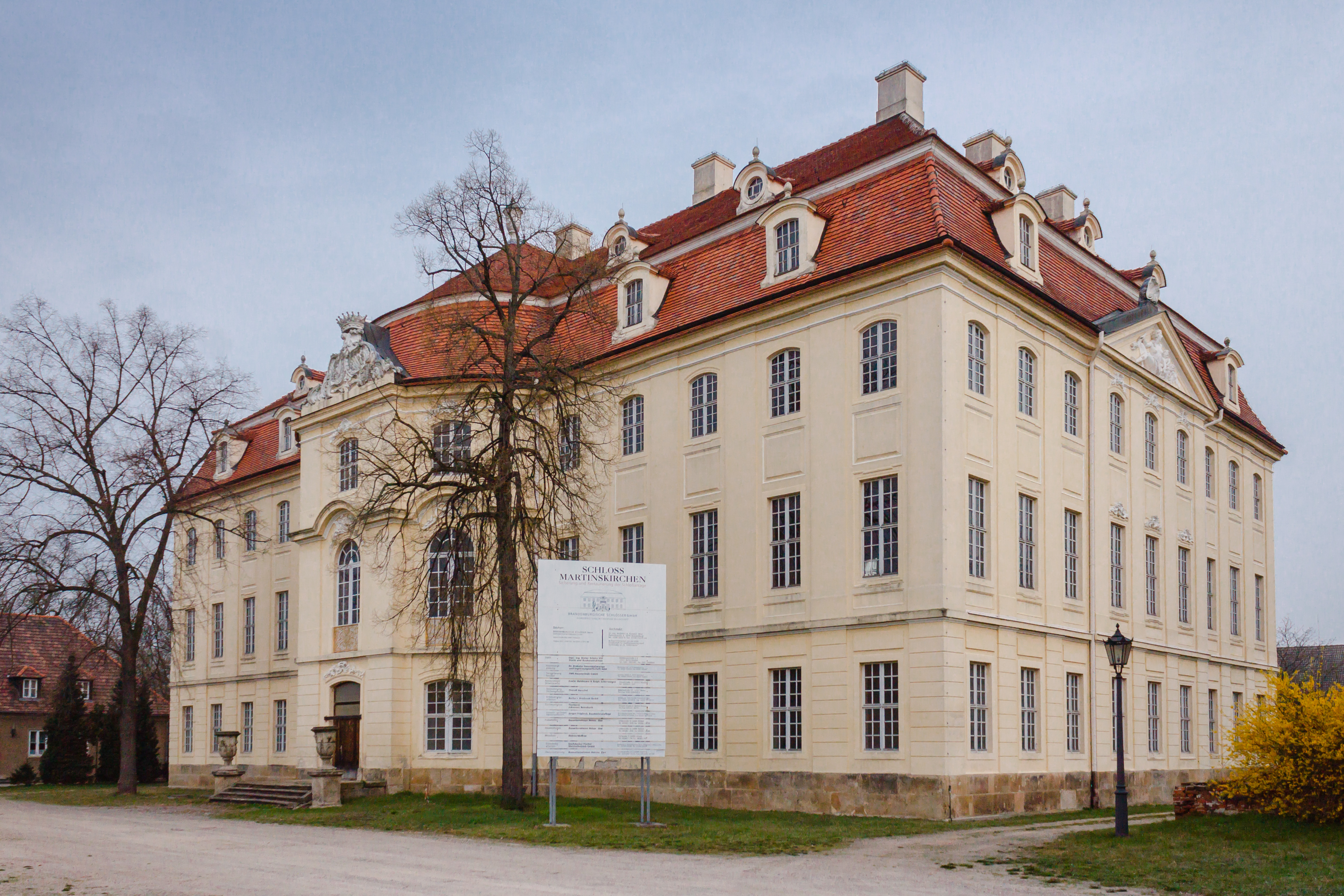
Schloss Martinskirchen südöstliche Ansicht (2014)

Das Martinskirchener Schloss wurde unter dem Grafen Friedrich Wilhelm von Brühl (1699–1760) in den Jahren 1751 bis 1756 im Stil des Dresdner Rokoko errichtet. Die Kosten beliefen sich auf 160.000 Taler. Der Adlige war königlich-polnischer und kurfürstlich-sächsischer Geheimer Rat, Landeshauptmann in Thüringen und Obersteuereinnehmer. Er entstammte der einflussreichen Adelsfamilie von Brühl und hatte 1738 mit Hilfe seines Bruders, dem später berühmt gewordenen kursächsischen Premierminister Heinrich von Brühl (1700–1763), die Herrschaft Martinskirchen erworben. Dazu gehörten unter anderem auch die beiden Lehnsgüter Altbelgern und Brottewitz sowie das Vorwerk Langenrieth. Sein älterer Bruder, der kursächsische Premierminister Heinrich von Brühl, nutzte das Schloss dann auch als Jagd- und Lustschloss.

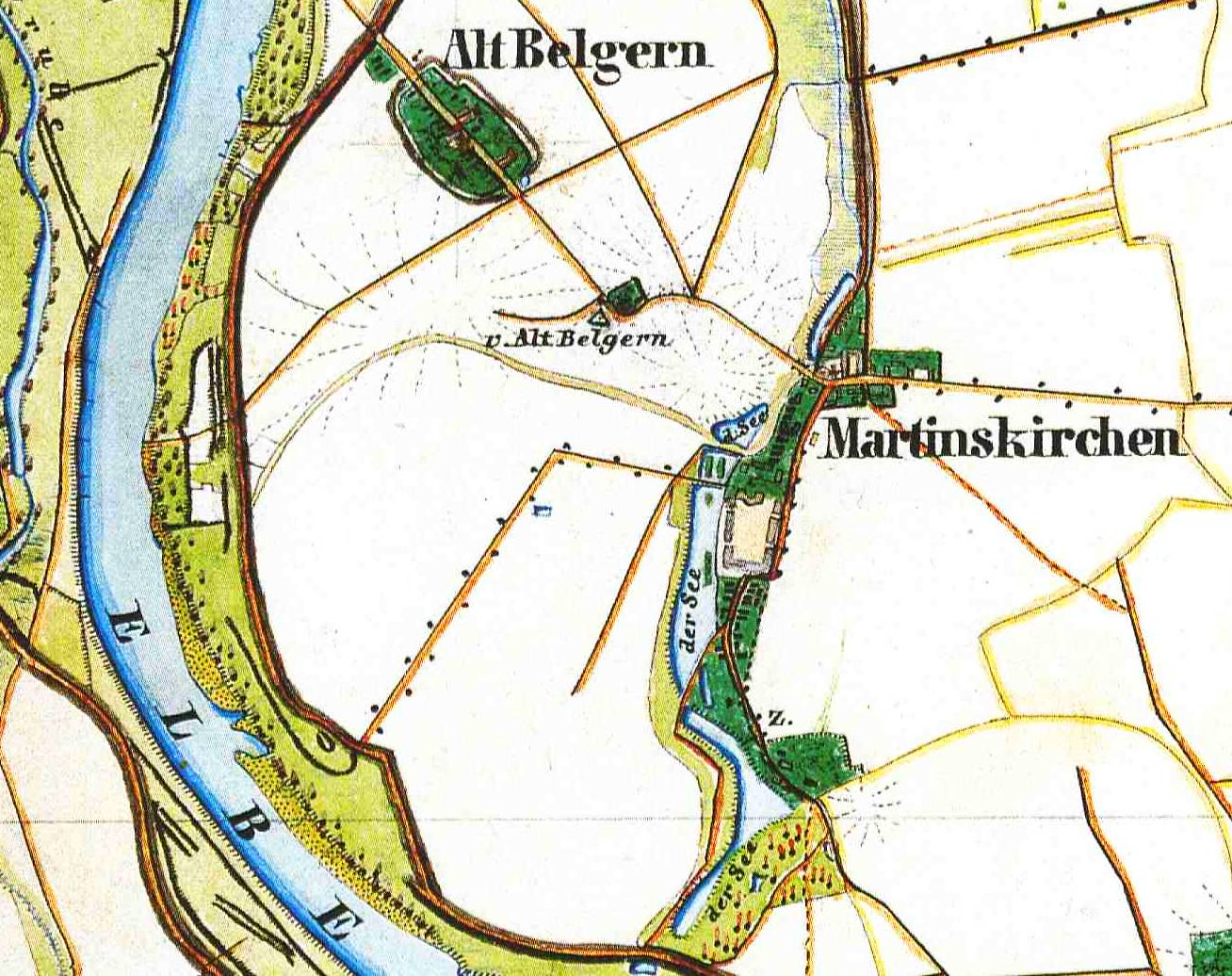
Martinskirchen auf einem Urmesstischblatt um 1847

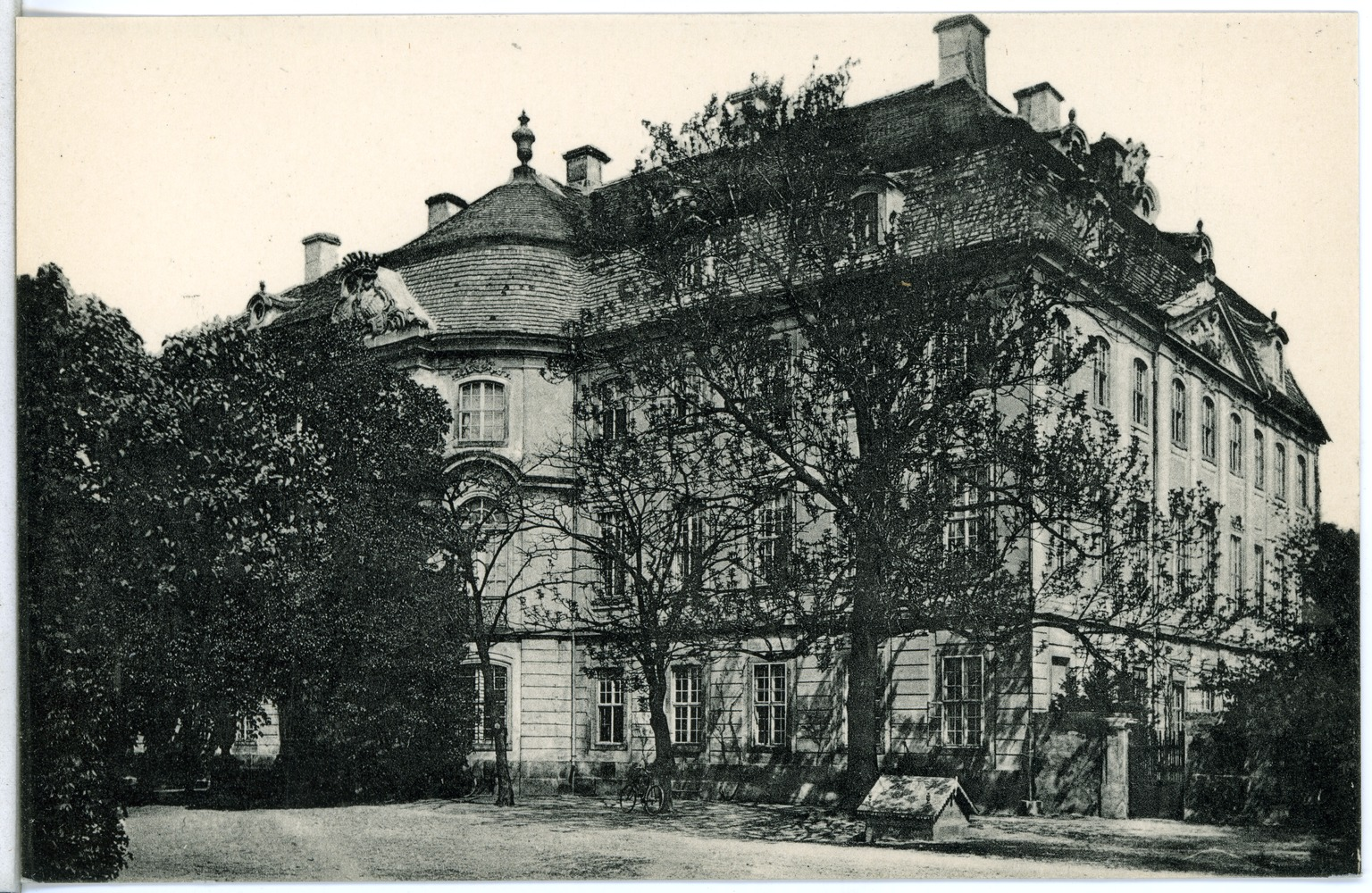
Schloss Martinskirchen (1911)

Als Baumeister des Martinskirchener Schlosses, das ursprünglich eigentlich als zweigeschossiger Bau errichtet werden sollte, gilt Friedrich August Krubsacius (1718–1789). Krubsacius war ein Schüler des Dresdner Oberlandbaumeisters Johann Christoph Knöffel (1686–1752) und Schloss Martinskirchen gilt zwar als eines seiner frühen Werke, aber gleichzeitig auch als eines seiner Hauptwerke. Er wurde noch während der Bauzeit des Schlosses im Jahre 1755 zum kursächsischen Hofbaumeister ernannt. Im Umfeld des Schlosses wurden großzügig Park- und Gartenanlagen angelegt. Südlich des Schlosses entstand der sogenannte Französische Garten mit zierlich verschnittenen Hecken, Bosketten, und Springbrunnen. Nach dem Tod Friedrich Wilhelm von Brühls ging der Besitz in Martinskirchen an seinen Sohn Hans Moritz von Brühl (1736–1809). Der Besitz in Martinskirchen wurde verpachtet.
Das Schloss wechselte im Jahre 1795 schließlich für 153.000 Taler in den Besitz der einflussreichen Kaufmannsfamilie Stephann aus Torgau. Der Käufer Andreas Christoph Stephann († 1801), ein kursächsischer Kammerkommissar, hatte sein Vermögen nicht ganz unumstritten mit Holzhandel gemacht, indem er sächsisches Holz über die Elbe nach Hamburg bringen ließ und dort mit vielfachen Gewinn verkaufte.
Um 1800 übernahm dann sein Sohn Johann Andreas Christoph Stephann den Martinskirchener Besitz. Er veranlasste bald umfangreiche Bauarbeiten auf dem Gelände. Dabei musste aus wirtschaftlichen Gründen allerdings auch bald ein Teil der Gartenanlagen weichen. Anstelle des Französischen Garten wurde ein neuer Wirtschaftshof errichtet. Johann Andreas Christoph Stephann folgte Franz Theodor Stephann, dann Ernst Stephann (1847–1897). Ernst Stephann war Mitglied des Deutschen Reichstags, starb aber früh an einem Nervenleiden. Dessen Erbe ging zunächst in die Hände seiner Frau Ilka, geb. Freiin von Babarrzy, dann bekam ihn mit vollendetem 25. Lebensjahr deren gemeinsamer Sohn Christoph Horst Stephann († 1920).
Eigentum der Stephanns war es dann noch bis zum Jahre 1945. Am Ende des Zweiten Weltkrieges hatte eine Erbengemeinschaft um Ernst Brendel das Schloss und weitere Güter in Martinskirchen besessen, seine Frau Elfriede Brendel, eine geborene Stephann, war bereits im Sommer 1937 gestorben.

### Von der Bodenreform bis heute
Ende April 1945 wurde Martinskirchen durch die vorrückenden Truppen der 1. Ukrainischen Front der Roten Armee eingenommen. Die örtliche Gutsherrschaft war vorher geflohen. Es folgte bald die Bodenreform. Sie begann im Kreis Bad Liebenwerda bereits im Herbst 1945. Dabei erfolgte gemäß der Bodenreformverordnung (BRVO) die Enteignung und Aufteilung von privatem und staatlichem Großgrundbesitz über 100 Hektar mit allen Gebäuden, lebendem und totem Inventar sowie anderem landwirtschaftlichen Vermögen. Bis zum 1. März des folgenden Jahres waren im Landkreis Liebenwerda insgesamt 9580 Hektar enteignet und verteilt.

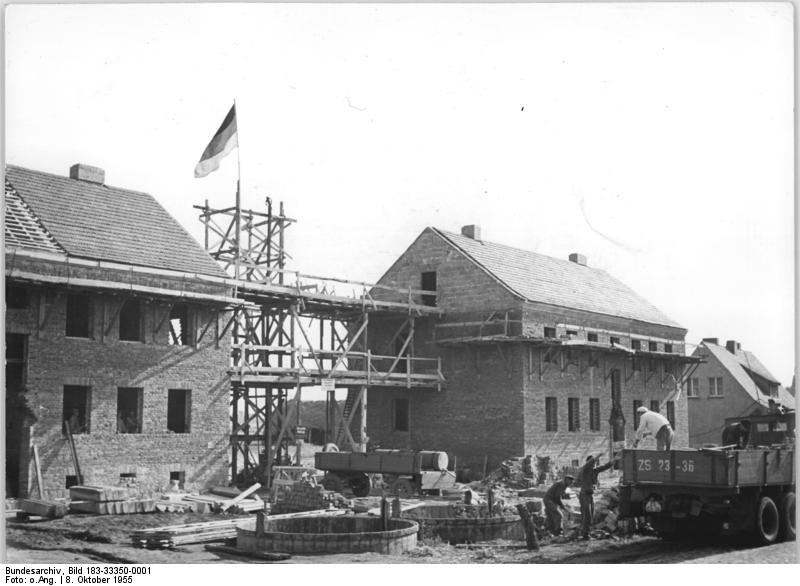
Bau von Wohnhäusern (1955)
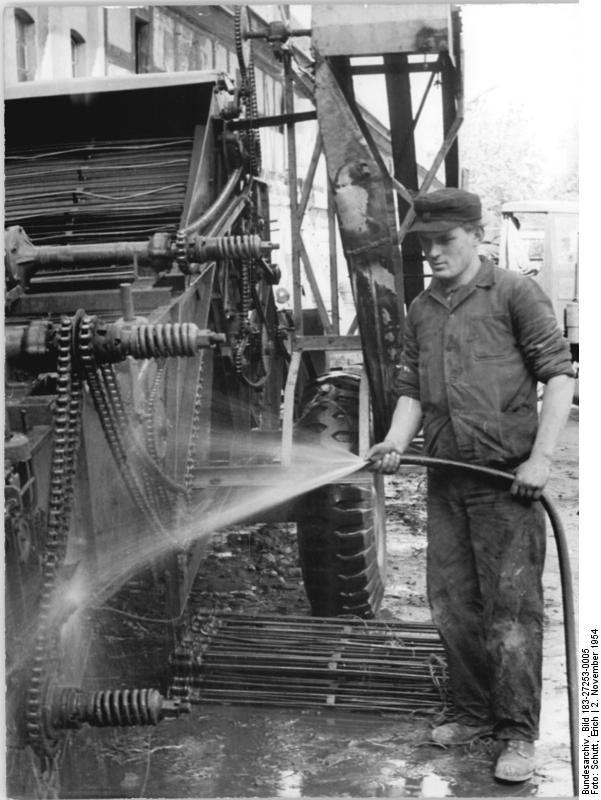
Reinigung einer Kartoffelerntemaschine in der MTS Martinskirchen (1955)

Auch die Eigentümer der Güter in Martinskirchen verloren infolge der Überschreitung der 100-Hektar-Höchstgrenze Grund und Boden. Ihnen wurden im Zuge dieser Bodenreform einer später veröffentlichten Kreisstatistik vom 3. April 1948 zufolge 694 Hektar Land enteignet und damit die größte Fläche im gesamten Landkreis. Das Martinskirchener Gut wurde zunächst in ein Provinzialgut für Vieh- und Pflanzenzucht verwandelt. Im Jahre 1948 wurden die Ländereien dann aber doch aufgeteilt, wobei 56 Siedlerstellen entstanden. Im Oktober 1952 kam es dann zur Gründung der LPG Fortschritt in Martinskirchen, welche zunächst 206 Hektar landwirtschaftliche Fläche bewirtschaftete. Im Schloss beziehungsweise im nun ehemaligen Rittergut war bereits 1949 eine Maschinen- und Traktorenstation, kurz MTS, eingezogen. Außerdem entstanden Anfang der 1950er Jahre nahe dem Schloss ein Gebäude mit Speisesaal und einer Großküche für 250 Personen sowie mit Unterkünften für 12 Traktoristen und neue Mehrfamilienhäuser.
In den 1950er Jahren wurde im Schloss eine landwirtschaftliche Berufsschule mit Internat eingerichtet. Ab dem Jahre 1968 übernahm dann die Gemeinde den westlichen Teil des Schlosses, die ihn kommunal nutzte und hier unter anderem eine Schwesternstation einrichtete. Die hier immer noch ansässige Berufsschule wurde in den 1970er Jahren wieder ausgegliedert. Einige Jahre später übernahm die Gemeinde das Gebäude 1985 dann komplett.
Nach der Wende wurde die Anlage von 1991 bis 1997 durch die Brandenburgische Schlösser GmbH restauriert. Die Brandenburgische Schlösser GmbH ist eine von der Deutschen Stiftung Denkmalschutz und der brandenburgischen Landesregierung gegründete gemeinnützige Gesellschaft. Sie wirbt für das Martinskirchener Schloss bis heute und präsentiert es auf ihren Internetseiten. Die Restauration des Innenraums begann 1998, wurde aber bislang nicht weitergeführt. Die Anlage befindet sich gegenwärtig im Eigentum der Gemeinde Martinskirchen und das historische Ambiente des prunkvollen Marmorsaals wird sporadisch für kleinere Konzerte genutzt. Aktuell wird ein neuer Eigentümer für die historische Schlossanlage gesucht.

## Beschreibung

### Lage
Die Schlossanlage von Martinskirchen befindet sich etwa dreihundert Meter südlich des Ortskerns mit der Dorfkirche und vier Kilometer nordwestlich des Stadtkerns der südbrandenburgischen Kleinstadt Mühlberg/Elbe. Unmittelbar westlich des Schlossgeländes ist ein alter Flusslauf der Elbe zu finden, wo die Reste eines Landschaftsparks erhalten geblieben sind. Ihr heutiger Flusslauf befindet sich reichlich einen Kilometer westlich. Verkehrstechnisch angebunden ist das Schloss über die hier entlangführende Kreisstraße 6214 und touristisch unter anderem über den Elbe-Radweg.

### Architektur des Schlosses
Beim Martinskirchener Schloss handelt es sich um eine dreigeschossige verputzte Dreiflügelanlage aus Sandstein mit einem Mansarddach. In den beiden Dachzonen befinden sich verzierte Gaupen. Vom Baustil her gehört die Anlage noch zum Barock. In der Fassade des Gebäudes befinden sich schwach ausgebildete Risalite mit flachen Dreiecksgiebeln und Sandsteinreliefs. Sie ist bereits vom französischen Klassizismus beeinflusst worden.
Die historische Innenausstattung des Schlosses ist insbesondere in den Nachkriegsjahren des Zweiten Weltkriegs verloren gegangen. Der prächtige ovale Marmorsaal ist der das Bauwerk prägendste Raum. Er ist ein Beispiel des Dresdner Rokoko und hat eine Länge von 14 Metern. Ein hier vorhandenes Deckengemälde stellt die Jagdgöttin Diana mit ihrem Gefolge dar und ist ein Werk des italienischen Kunstmalers Stefano Torelli (1712–1784). Der Saal befindet sich in den oberen beiden Stockwerken, welche er von der Höhe her vollständig einnimmt. Er besitzt roten Stuckmarmor als Wandverkleidung, dem der Saal seinen Namen verdankt. Außerdem gehören zwei Marmorkamine mit Spiegelaufsätzen zu seiner Ausstattung. Beiderseits des Hauptsaals sind in Enfilade angeordnete Gesellschaftsräume und Appartements zu finden.
Ein weiterer erwähnenswerter Raum im Schloss ist das Jagdzimmer. Er ist mit einer grünen Wandvertäfelung und Eichenholzschnitzereien, die Symbole der Jagd darstellen, ausgestattet. Sieben Säle und dreiunddreißig Zimmer besitzt das Schloss insgesamt, das von der Raumaufteilung her weitgehend unverändert erhalten ist.

### Einstige Wirtschafts- und Nebengebäude

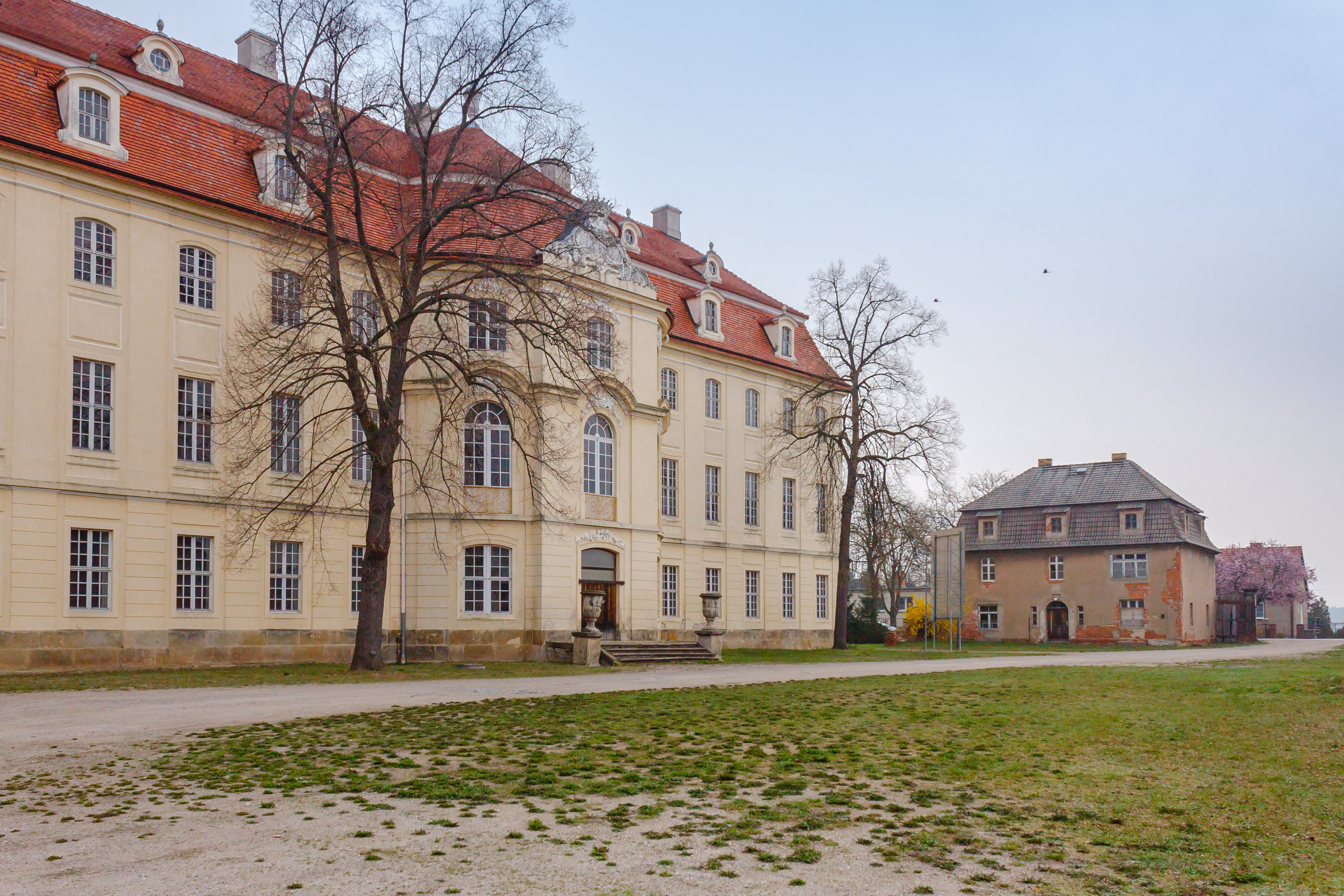
Schloss Martinskirchen mit einem 1923 errichtetem Wohnhaus im Osten (2014)

Die gesamte Schlossanlage von Martinskirchen wurde inzwischen unter Denkmalschutz gestellt. Unter Schutz stehen das Schloss und der sich ihm westlich anschließende Landschaftspark sowie die beiden Gutshöfe. Hier wird unter einem sächsischen und einem preußischen Hof unterschieden.
Der sogenannte Sächsische Hof befindet sich nördlich des Schlosses. Dieser Gutshof wird auf die Zeit um das Jahr 1700 datiert und besteht aus Stallungen mit einem Pächterhaus im Norden, einem Fachwerkgebäude im Westen und einem sich diesem anschließenden Wohnhaus mit Mansarddach im Osten.
Der etwa ab dem Jahre 1800 angelegte sogenannte Preußische Hof schließt sich unmittelbar südlich des Schlosses an. Dieser besteht unter anderem aus einem landwirtschaftlichen Quergebäude, einem Ochsenstall und einem Kuhstall mit anschließendem Wohnhaus, einem nach 1950 errichtetem Wohnhaus sowie einem weiteren zweigeschossigen Wohnhaus mit Mansarddach an der Schlosszufahrt, welches 1923 errichtet wurde.